# Topola (gmina w województwie kieleckim)
Topola – dawna gmina wiejska istniejąca do 1954 roku w woj. kieleckim. Siedzibą władz gminy były Topola. 
Za Królestwa Polskiego gmina należała do powiatu pińczowskiego w guberni kieleckiej. 1 stycznia?/13 stycznia 1870 do gminy przyłączono pozbawiony praw miejskich Skalbmierz.
W okresie międzywojennym gmina Topola należała do powiatu pińczowskiego w woj. kieleckim. 1 kwietnia 1927 roku z gminy ponownie wyłączono Skalbmierz, któremu przywrócono prawa miejskie. Po wojnie gmina zachowała przynależność administracyjną. 1 lipca 1952 roku gmina składała się zaledwie z 5 gromad: Cudzynowice, Kamyszów, Kobylniki, Krępice i Topola.
Jednostka została zniesiona 29 września 1954 roku wraz z reformą wprowadzającą gromady w miejsce gmin. Po reaktywowaniu gmin 1 stycznia 1973 roku gminy Topola nie przywrócono, a jej dawny obszar wszedł głównie w skład gmin Skalbmierz i Czarnocin w powiecie kazimierskim.